# Cafeinismo
Se conoce como cafeinismo a la intoxicación por cafeína y abarca una variedad de síntomas físicos y mentales desagradables asociados con el consumo de cantidades excesivas de cafeína.

## Causas
La cafeína está presente de manera natural en el café y el té, en el cacao, el chocolate y otras plantas que se consumen en todo el mundo. Aproximadamente el 80% de las personas adultas consumen alimentos y bebidas que contienen cafeína. Se agrega a una variedad de refrescos, especialmente bebidas de 'cola', y es un componente principal de la creciente categoría de bebidas energéticas que se venden como suplementos dietéticos. La cafeína también es un componente de muchos medicamentos de venta libre y recetados. Su consumo es tan generalizado, y las bebidas que contienen cafeína son una parte tan importante de la cultura social en todo el mundo, que rara vez se piensa en la cafeína como una droga de abuso. Sin embargo, es un fármaco, dado que provee de efectos farmacológicos en el cuerpo de los mamíferos.

## Síntomas
Los síntomas comunes del cafeinismo son esencialmente exageraciones de los efectos buscados por aquellos que ingieren cafeína y son similares a los efectos de la sobredosis de otras drogas estimulantes.
Los síntomas se deben principalmente a la estimulación exagerada del sistema nervioso central u otros sistemas de órganos y no se deben a una afección médica general u otro trastorno mental. Los síntomas pueden causar angustia o deterioro clínicamente significativo en áreas sociales, ocupacionales u otras áreas importantes de funcionamiento. Los síntomas se resuelven cuando se interrumpe la ingesta de cafeína y la cafeína se metaboliza y elimina del cuerpo.
La Asociación Estadounidense de Psiquiatría actualmente reconoce varios trastornos de salud mental relacionados con la cafeína en el Manual diagnóstico y estadístico de los trastornos mentales (DSM-IV y V), que pueden ser clínicamente significativos para la salud mental. Según el DSM-IV-TR, la "intoxicación por cafeína" tiene como característica esencial el consumo reciente de cafeína. Este diagnóstico requiere la presencia de al menos cinco signos o síntomas, de una lista de 12, que se desarrollan durante, o poco después, del uso de cafeína.

## Diagnóstico
Para ayudar en el diagnóstico, se debe tomar en cuenta que pueden producirse trastornos sensoriales leves con altas dosis de cafeína (250 mg), por ejemplo, zumbidos en los oídos y destellos de luz. Aunque grandes dosis de cafeína pueden aumentar la frecuencia cardíaca, dosis más pequeñas pueden disminuirla. No está claro si el consumo excesivo de cafeína puede causar dolor de cabeza. En el examen físico, puede observarse agitación, inquietud, sudoración, taquicardia, cara sonrojada y aumento de la motilidad intestinal. Los niveles de cafeína en sangre pueden proporcionar información importante para el diagnóstico, especialmente cuando el paciente no da mucha información, aunque estos niveles no son diagnósticos por sí mismos dada la variación individual en respuesta a la cafeína.

## Sobredosis
La sobredosis de cafeína produce un estado de sobreestimulación del sistema nervioso central, con síntomas que incluyen inquietud, nerviosismo, excitación e irritabilidad. Las personas pueden informar que se sienten nerviosas o  "conectadas"  con "pensamientos acelerados" y tienen dificultades para conciliar el sueño o para volver a dormirse si se despiertan. Los síntomas físicos pueden incluir enrojecimiento de la cara, aumento de la micción, trastornos gastrointestinales, espasmos musculares y latidos cardíacos irregulares o rápidos. Estos síntomas pueden ser el resultado de una sobredosis aguda o del consumo crónico de dosis altas durante largos períodos de tiempo.

## Mecanismo farmacológico
La cafeína es un antagonista competitivo de la adenosina y, por tanto,  afecta la transmisión de la dopamina. Se ha reportado que empeora la psicosis en personas con esquizofrenia y que causa psicosis en personas por demás sanas. En un estudio de caso se presentó una aparente psicosis crónica inducida por cafeína, caracterizada por delirios y paranoia en un hombre de 47 años con una alta ingesta de cafeína. La psicosis se resolvió dentro de las 7 semanas después de reducir la ingesta de cafeína sin el uso de medicación antipsicótica. Los médicos pueden considerar la posibilidad de cafeinismo al evaluar la psicosis crónica.